# Geetanjali Shree
Œuvres principales
- Au-delà de la frontière (2018)

Geetanjali Shree (hindi : गीतांजलि श्री ; née en 1957) est une romancière et nouvelliste de langue hindi basée à New Delhi, en Inde. Elle est l'auteure de plusieurs nouvelles et romans. Son roman Mai, paru en 2000, est sélectionné pour le Crossword Book Award en 2001 et sa traduction française est publiée par In Folio en 2008.
En 2022, son roman Ret Samadhi (2018), traduit en anglais sous le titre Tomb of Sand par Daisy Rockwell, a remporté le Prix international Booker. Il a aussi été traduit en français par Annie Montaut et publié en 2020 aux Éditions des Femmes sous le titre Ret Samadhi, au-delà de la frontière.

## Biographie
Geetanjali Shree est née le 12 juin 1957 à Mainpuri, dans l'État de l'Uttar Pradesh, au nord de l'Inde,,. Son père, Anirudh Pandey, étant fonctionnaire, sa famille a vécu dans plusieurs villes de l'Uttar Pradesh. Geetanjali Shree affirme que c'est cette éducation en Uttar Pradesh, ainsi que le manque de livres pour enfants en anglais, qui lui ont permis d'établir un lien étroit avec l'hindi. À l'université, elle étudie l'histoire. Elle obtient une licence au Lady Shri Ram College et une maîtrise à l'université Jawaharlal-Nehru de New Delhi. Après avoir commencé son doctorat à l'université Maharaja Sayajirao de Vadodara (ou Baroda) sur l'écrivain hindi Munshi Premchand, Geetanjali Shree s'intéresse de plus près à la littérature hindi et décide d'écrire en hindi. Elle écrit sa première nouvelle pendant son doctorat et se tourne vers l'écriture après l'obtention de son diplôme.
La traduction en anglais de son roman Mai, une femme effacée lui apporte une notoriété significative. Ce roman traite de trois générations de femmes et des hommes qui les entourent, dans une famille de la classe moyenne du nord de l'Inde. Il est traduit en plusieurs langues, dont le serbe et le coréen. C'est un témoignage sur la condition féminine dans un milieu aisé et provincial. Il est également traduit en anglais par Nita Kumar, qui reçoit le prix de traduction Sahitya Akademi, et en ourdou par Bashir Unwan, avec une préface d'Intizar Hussain. Le roman est également traduit en français et en allemand.
Son cinquième roman, Ret Samadhi, diffusé en 2018, est salué par Alka Saraogi pour « son imagination débordante et sa pure puissance de langage, sans précédent et sans entrave ». Il est traduit en anglais sous le titre Tomb of Sand, et en français sous le titre Au-delà de la frontière. Le 26 mai 2022, ce roman remporte le prix international Booker, devenant ainsi le premier livre en hindi et le premier livre d'un écrivain indien à recevoir cette distinction,,.